# Église Sainte-Marie-de-la-Visitation de Huntsville
L'église Sainte-Marie-de-la-Visitation de Huntsville est une église catholique située à Huntsville, en Alabama. Il s'agit de la plus ancienne église catholique d'Alabama du Nord (en). Sa construction débute en 1861, mais est interrompue durant la guerre de Sécession puis achevée en 1877.
L'église est protégée au Registre national des lieux historiques depuis le 22 septembre 1980.

## Description
L'église Sainte-Marie-de-la-Visitation est construite en calcaire dans un style néo-roman. La façade est encadrée par deux tours hexagonales. La flèche de la tour nord, qui s'élève à 1,8 m au-dessus de la tour sud, abrite la cloche. Le portail double principal et les deux petits portails à ses côtés sont surmontés d'un panneau voûté en bois rempli. Toutes les ouvertures de la façade sont surmontées d'arcs saillants en pierre, dont les clés de voûte et les impostes ressortent encore davantage. Une corniche en pierre ressort à mi-hauteur de la façade. Deux pilastres s'élèvent entre le portail central et les portails secondaires jusqu'à 1,5 m au-dessus du toit à deux pans, à partir duquel ils forment un fin mur en continuité avec la partie centrale de la façade. Des croix sont représentées sur ce mur, ainsi que sur les deux tours. L'abside a été ajoutée après la construction de l'édifice. 
Patrick McCauley (arz), rédacteur du Huntsville Times de 1966 à 1994, est un ancien président du conseil de l'église.